# Cierpice (Przeworno)

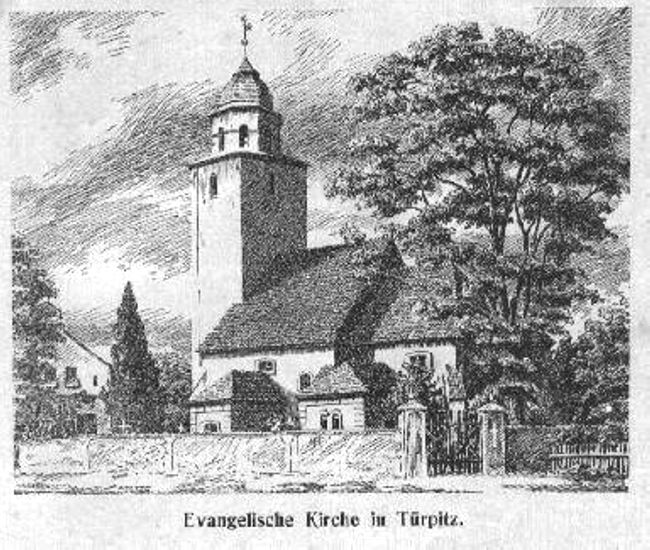
Die Kirche von Türpitz um 1900

Cierpice (deutsch Türpitz) ist ein Dorf in der Landgemeinde Przeworno im Powiat Strzeliński im Südwesten Polens. Von 1975 bis 1998 gehörte der Ort zur Woiwodschaft Wałbrzych (Waldenburg), seitdem zur Woiwodschaft Niederschlesien. Bis 1932 gehörte Türpitz zum Landkreis Münsterberg, von 1932 bis 1945 zum Landkreis Strehlen.

## Lage
Der Ort liegt etwa 11 Kilometer östlich von Przeworno (Prieborn), 15 km südöstlich von Strzelin (Strehlen) und 52 km südlich von Breslau.

## Geschichte

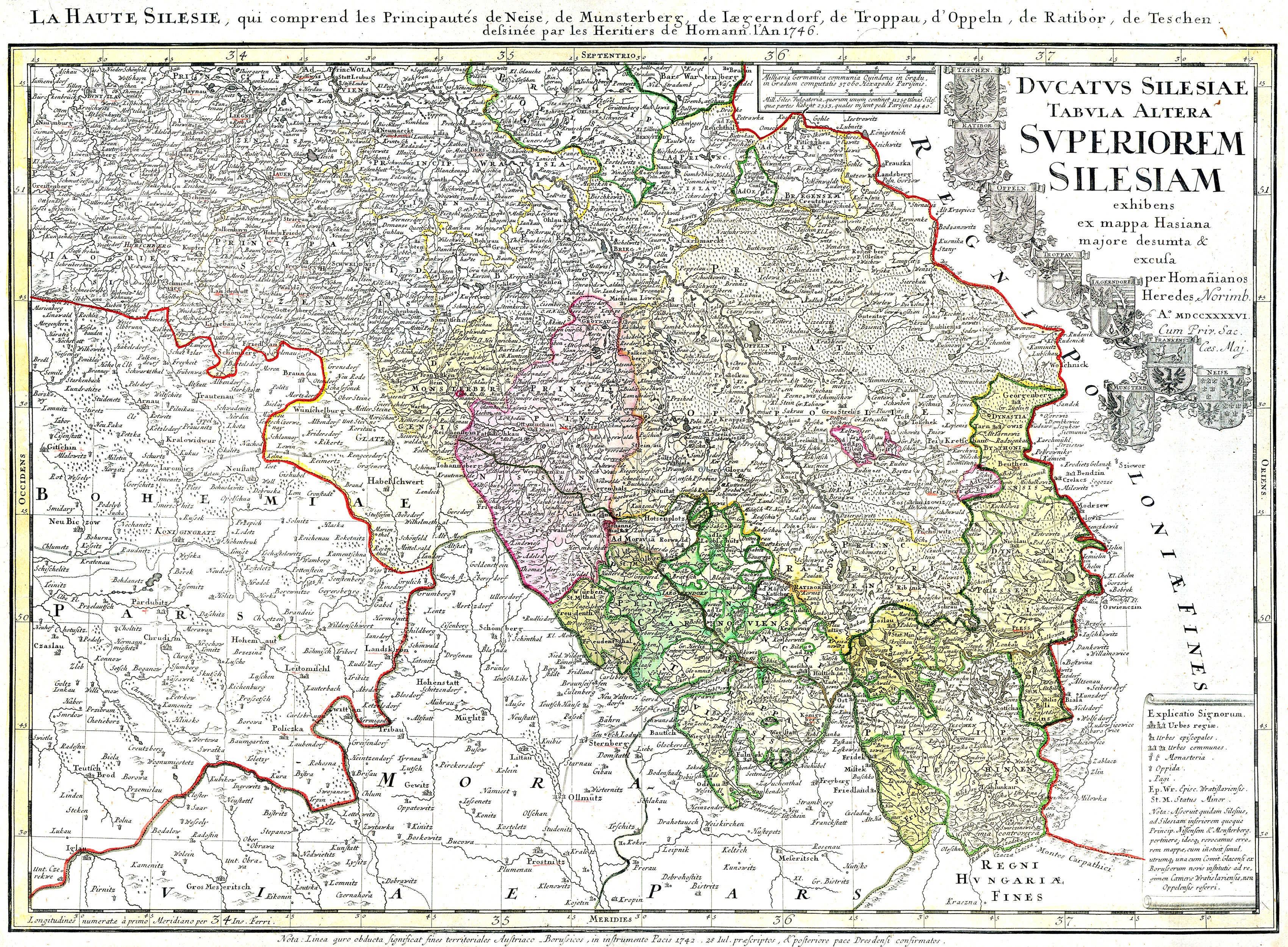
Türpitz auf einer Landkarte von 1746

Die älteste urkundliche Erwähnung in der Schreibweise „Tyrpicz“ datiert vom 30. November 1292. Türpitz hat vermutlich bald nach Gründung des Orts gegen Ende des 13. Jahrhunderts eine Kirche erhalten, jedenfalls ist sie bereits im Jahre 1335 nachweisbar. Die Reformation wurde in Türpitz schon früh eingeführt, seit 1534 ist der Ort ohne Unterbrechung evangelisch geblieben. Auch in der Zeit der Gegenreformation konnte Türpitz unbehindert am evangelischen Bekenntnis festhalten. Zur Kirchengemeinde gehörten früher auch die Ortschaften Algersdorf, Berzdorf und Pleßguth (sämtlich im Kreis Münsterberg gelegen), sowie das Gut Wilme, Kreis Strehlen. Das Patronat ruhte bis 1945 auf dem Rittergut Türpitz, das Kompatronat auf dem Gut Wilme.
Am 24. Mai 1800 kam es zu einem verheerenden Brand: Nach langer Trockenheit zog am Abend ein Gewitter über das Dorf herauf, der Blitz schlug in den Pferdestall der Pfarrei und setzte dessen Dach in Brand. Außer Pfarrhof und Kirche brannten in wenigen Stunden sechs Bauernhöfe, eine Freigärtner- und eine Hofgärtnerstelle, die Schule, die Baderei sowie sämtliche Wirtschaftsgebäude und Stallungen des Dominiums bis auf die Mauern nieder. Der Wiederaufbau des Dorfes wurde bald in Angriff genommen. Nach Wiederherstellung von Pfarre und Schule wurde auch mit dem Kirchbau begonnen. Am 7. Mai 1823 wurde das Pfarrhaus von einem Brand heimgesucht, welchem der betagte Pastor Benjamin Gottlob Selbstherr zum Opfer fiel.
Das örtliche Rittergut gehörte u. a. zunächst Wilhelm von Rosenschantz, verheiratet mit Sophie Kriegelstein, Tochter des Johann Gottfried Kriegelstein, Inhaber einer namhaften Porzellan- und Silbermanufaktur. Sophie heiratete in zweiter Ehe Eduard von Koschembahr (1790–1850). Bis 1945 blieb die Familie von Koschembahr im Besitz des Gutes. Eduard von Koschembahr wurde Landesältester. Seine Nachfahren waren in Erbfolge Otto von Koschembahr (1824–1880), folgend der Sohn aus zweiter Ehe mit Wilhelmine von der Schulenburg-Niering, Benno von Koschembahr (1869–1939), verheiratet mit der Offizierstochter Sophie (Sonny) von Rauch. Dann folgte deren Neffe Claus-Ulrich von Koschembahr (1907–1969), zuerst liiert mit Christa von Goertzke-Großbeuthen, zuletzt mit Leontine von Weiher. Claus-Ulrich von Koschembahr gehörte ebenso das Familiengut Lederose im Kreis Striegau. 

### Einwohnerentwicklung
| 1928 | 538 |
| 1933 | 488 |
| 1939 | 456 |

## Sehenswürdigkeiten
Kirche St. Josef (polnisch św. Józefa Oblubieńca), in heutiger Form von 1801, in den letzten Jahren renoviert.
Über die Bauart eines Vorgängerbaus ist nichts bekannt, nur dass bereits im 15. Jahrhundert eine vermutlich im spätgotischen Stil erbaute massive Kirche an derselben Stelle stand, wo sich die heutige Kirche befindet. Von diesem mittelalterlichen Bauwerk sind die Umfassungsmauern bis heute als Fundamente der heutigen Kirche zum Teil erhalten; das jetzige Hauptportal wie auch die Strebepfeiler am Altarraum und Langhaus sind wohl aus diesem Vorgängerbauwerk erhalten. Ob die alte Kirche einen Turm gehabt hat, ist unbekannt; jedenfalls ist am 4. Mai 1705 das Kirchendach abgebrochen und auf viereckigem gemauertem Unterbau ein Turm aus Holz neu ausgeführt worden. Das Turmdach wurde alten Urkunden zufolge zunächst mit Holzschindeln gedeckt und am 4. Juni 1705 ein vergoldeter Turmknopf mit einer ebenfalls vergoldeten Wetterfahne mit dem von Trach’schen Wappen und der Jahreszahl 1705 aufgesetzt. Die Wetterfahne ist bis heute erhalten.
Beim großen Brand vom 24. Mai 1800 wurde auch die Kirche ein Raub der Flammen. Die Außenmauern der alten Kirche wurden, soweit sie erhalten geblieben, für die neue mit verwendet. Das oben erwähnte Spitzbogenportal aus dem 15. Jahrhundert, an der Südseite der Kirche, hatte den Brand überdauert. Bereits am 1. November 1801 konnte von Oberkonsistorialrat Superintendent Jany aus Strehlen, der von 1774 bis 1778 Pastor in Türpitz gewesen war, der erste Gottesdienst in der wiederaufgebauten Kirche gefeiert werden.
Bei einem Gewitter in den frühen Morgenstunden des 31. Mai 1913 schlug der Blitz erneut in den Kirchturm ein – zum Glück ohne Schaden für diesen, jedoch richtete er im Innern der Kirche bedeutenden Schaden an.